# Waldhambach (Rhénanie-Palatinat)
Pour les articles homonymes, voir Waldhambach.
Waldhambach est une municipalité de la Verbandsgemeinde Annweiler am Trifels, dans l'arrondissement de la Route-du-Vin-du-Sud, en Rhénanie-Palatinat, dans l'ouest de l'Allemagne.
Jumelage :  Waldhambach (France) depuis 1970